# Roberto Novoa
Roberto Novoa (nacido el 15 de agosto de 1979 en Las Matas de Farfán) es un lanzador dominicano que jugó en las Grandes Ligas de Béisbol. Actualmente se encuentra lanzando para el equipo York Revolution.

## Carrera
Novoa firmó el 3 de julio de 1999 con los Piratas de Pittsburgh como amateur. Jugó una temporada para la liga de novatos en 2000 y pasó el 2001 con el equipo Single-A, Williamsport Crosscutters. El 16 de diciembre de 2002, fue canjeado a los Tigres de Detroit para completar un previo acuerdo por el primera base Randall Simon.
Novoa hizo su debut en Grandes Ligas el 29 de julio contra los Medias Blancas de Chicago. Ocho días más tarde, obtuvo su primera victoria contra los Medias Rojas de Boston. Novoa entró en relevo de Mike Maroth en el sexto inning con las bases llenas y dos outs y con el marcador 3-2. Después de darle base por bolas a Kevin Youkilis para empatar el partido, Novoa ponchó a los siguientes cuatro bateadores para obtener la victoria. El 9 de febrero de 2005, Novoa fue cambiado a los Cachorros de Chicago, junto con los jugadores de ligas menores Scott Moore y Bo Flores por Kyle Farnsworth.
Jugó 49 partidos con los Cachorros como relevista en 2005, lanzando 44.2 entradas con 47 ponches. En 2006, entró en 66 juegos, lanzando 76 entradas con 53 ponches. Estuvo en la lista de lesionados para toda la temporada 2007 con una lesión en el hombro.
El 16 de octubre de 2007, Novoa fue reclamado en waivers por los Orioles de Baltimore. Fue liberado por los Orioles el 29 de julio de 2008. El 30 de julio, firmó con los Gigantes de San Francisco y se convirtió en agente libre al final de la temporada 2008. Jugó brevemente para los Diablos Rojos del México de la Liga Mexicana en 2009, apareciendo en siete juegos antes de ser liberado en abril. En 2010, apareció en 18 partidos para los Acereros de Monclova, también  en la Liga Mexicana. El 21 de marzo de 2011, firmó un acuerdo con el equipo York Revolution.